# Vai Brilhar
Vai Brilhar é o primeiro álbum ao vivo de Mariana Valadão, sendo o terceiro de sua carreira. Foi gravado na Igreja Batista da Lagoinha em 2011 e lançado no mesmo ano. É disco de ouro.
Produzido por Ruben di Souza, o trabalho trouxe as principais canções de seus dois discos anteriores, além de três canções inéditas. O projeto gráfico foi produzido pela Quartel Design.

## Faixas
CD
1. Eu Escolho Te Louvar
2. Hosana
3. Vida de Deus
4. Se eu Apenas Te Tocar
5. Vai Brilhar
6. Tão Lindo (Part. André Valadão)
7. Deus me Ama
8. Tu És Tremendo, Deus (Part. Ana Paula Valadão)
9. Seja Tudo em Mim (Part.Felippe Valadão)
10. É Tudo Teu, Senhor
11. Lindo é o Teu Amor
12. Mariana (Por Felippe Valadão)
13. Deus sabe o que é melhor pra mim
14. Agora é Festa

DVD
1. Eu Escolho Te Louvar (Choose Hallelujah)
2. Hosana
3. Vida de Deus
4. Vou Realizar
5. Se Eu Apenas te Tocar
6. Vai Brilhar
7. De Todo Meu Coração
8. Tão Lindo (Beautiful One)
9. Deus me Ama
10. Tu És Tremendo, Deus (Indescriable)
11. Seja Tudo Em Mim (Everything God in my Living)
12. Se Isso Não for Amor
13. É Tudo Teu, Senhor
14. Lindo é o Teu Amor
15. Mariana
16. Deus Sabe o Que é Melhor Pra Mim
17. Agora É Festa